# Браун, Алек (снукерист)
А́лек Бра́ун (англ. Alec Brown; 1908 — 5 сентября 1995) — один из первых профессиональных снукеристов.
Браун стал профессионалом в 1930-х годах. Он четыре раза выходил в полуфинал чемпионата мира (1936, 1939, 1948 и 1954), а в 1951 году стал победителем престижного турнира News of the World Championship.
В ноябре 1938 года, на турнире Daily Mail Gold Cup Алек Браун в матче против Тома Ньюмена использовал для выполнения очень сложного удара уникальный по своей конструкции кий — он был очень узкий и размером немногим больше, чем обыкновенная авторучка. После удара судья того матча, Чарли Чемберс, объявил штраф, хотя никаких правил, указывающих на то, в те времена ещё не было. Этот довольно интересный случай завершился тем, что вскоре было принято правило, согласно которому длина кия для игры в снукер должна составлять не менее трёх футов.